# علاقات ماليزيا الخارجية
إن ماليزيا عضو نشط في العديد من المنظمات الدولية كدول الكومنولث، والأمم المتحدة، ومنظمة التعاون الإسلامي، وحركة عدم الانحياز. كانت أيضًا في الآونة الأخيرة من المؤيدين النشطين للتعاون الإقليمي.

## السياسة الخارجية 1957-1969
كانت ماليزيا عضوًا في دول الكومنولث منذ استقلالها في عام 1957، عندما دخلت اتفاقية الدفاع الأنجلو-مالاوية (إيه إم دي إيه) مع المملكة المتحدة حيث ضمنت بريطانيا الدفاع عن مالايا (ولاحقًا ماليزيا). كان وجود القوات البريطانية وقوات الكومنولث الأخرى أمرًا حاسمًا لأمن ماليزيا أثناء الطوارئ المالايوية (1948-1960) والمواجهة الإندونيسية (1962-1966) التي اندلعت بسبب اندماج مالايا مع المستعمرات البريطانية لسنغافورة وساراواك وشمال بورنيو لتشكيل ماليزيا عام 1963.
انتهت الضمانة الدفاعية البريطانية بعد قرار بريطانيا عام 1967 بسحب قواتها شرق السويس، واستبدلت في عام 1971 بترتيبات دفاع القوى الخمسة (إف بّي دي إيه) التي وافقت بموجبها بريطانيا وأستراليا ونيوزيلندا وماليزيا وسنغافورة على التعاون في مجال الدفاع و«التشاور» في حالة حدوث عدوان خارجي أو التهديد بشن هجوم على ماليزيا أو سنغافورة. ماتزال ترتيبات الدفاع قيد العمل، تمتلك القوى الخمسة نظام دفاع منطقة متكامل دائم مقره في قاعدة باتروورث للقوات الجوية الملكية الماليزية وتنظم تدريبات بحرية وجوية سنوية.
تحت قيادة رئيس الوزراء تونكو عبد الرحمن (حتى 1970)، اتبعت ماليزيا سياسة خارجية مؤيدة بقوة للكومنولث ومناهضة للشيوعية. ومع ذلك، عارضت ماليزيا الأبارتيد الذي أدى إلى انسحاب جنوب إفريقيا من الكومنولث في عام 1961، وكانت عضوًا مؤسسًا في رابطة دول جنوب شرق آسيا (أسيان) في عام 1967 ومنظمة المؤتمر الإسلامي (أو آي سي) في عام 1969، مع تونكو كأول أمين عام لها في عام 1971.

## السياسة الخارجية منذ عام 1969
في عهد رئيسي الوزراء تون عبد الرزاق وتون حسين أون، حولت ماليزيا سياستها نحو عدم الانحياز والحياد. تستند السياسة الخارجية لماليزيا رسميًا إلى مبدأ الحياد والحفاظ على العلاقات السلمية مع جميع البلدان بغض النظر عن أيديولوجيتها أو نظامها السياسي وتتجه نحو تطوير العلاقات مع الدول الأخرى في المنطقة. في عام 1971، أصدرت أسيان إعلان منطقة السلام والحرية والحياد (زوبفان) المحايد والمناهض للأسلحة النووية. في نفس العام، انضمت ماليزيا إلى حركة عدم الانحياز. وتماشيًا مع هذه السياسة، أقامت ماليزيا علاقات دبلوماسية مع جمهورية الصين الشعبية في عام 1974.
استمر هذا التحول في السياسة وعززه رئيس الوزراء مهاتير محمد الذي انتهج سياسة إقليمية ومؤيدة للجنوب بخطابات حادة معادية للغرب في بعض الأحيان. لقد سعى لفترة طويلة إلى إنشاء مجموعة اقتصادية لشرق آسيا كبديل لمنتدى التعاون الاقتصادي لدول آسيا والمحيط الهادئ، باستثناء أستراليا ونيوزيلندا والأمريكتين، وخلال رئاسته للوزراء وقعت ماليزيا على منطقة التجارة الحرة لرابطة أسيان (أفتا) وأسيان+3، ومنتدى إقليمي مع الصين واليابان وكوريا الجنوبية.
من المبادئ القوية لسياسة ماليزيا السيادة الوطنية وحق أي بلد في السيطرة على شؤونه الداخلية. تعتبر ماليزيا التعاون الإقليمي حجر الزاوية في سياستها الخارجية. فهي تولي أولوية عالية لأمن واستقرار جنوب شرق آسيا، وحاولت تقوية العلاقات مع الدول الإسلامية الأخرى. كانت ماليزيا من أبرز المدافعين عن توسيع عضوية أسيان لتشمل لاوس وفيتنام وبورما، بدعوى أن «المشاركة البناءة» مع هذه البلدان، بالأخص بورما، ستساعد في إحداث تغييرات سياسية واقتصادية. ماليزيا هي أيضًا عضو في المجموعتين الاقتصادية جي-15 وجي-77.
على الرغم من خطاب مهاتير المتكرر المعادي للغرب، فقد عمل عن كثب مع الدول الغربية، وقاد حملة قمع ضد الأصوليين الإسلاميين بعد هجمات 11 سبتمبر. في عهد خليفته عبد الله بدوي، تحسنت العلاقات مع الدول الغربية، ولا سيما أستراليا. وزير الخارجية الحالي هو داتو سري هشام الدين حسين، الذي تولى منصبه في 10 مارس 2020 مع تعيين قمر الدين جعفر نائبًا للوزير.
لم تعترف ماليزيا أبدًا بإسرائيل وليس لها علاقات دبلوماسية معها، إذ أدانت الدولة الإجراءات الإسرائيلية أثناء مداهمة بعثة إنسانية في غزة وطالبت المحكمة الجنائية الدولية باتخاذ أي إجراء ضدهم. صرحت ماليزيا بأنها لن تقيم علاقات رسمية مع إسرائيل إلا بعد التوصل إلى اتفاق سلام مع دولة فلسطين ودعت كلا الطرفين إلى إيجاد حل سريع. ساهمت قوات حفظ السلام الماليزية في العديد من بعثات حفظ السلام التابعة للأمم المتحدة، مثل ناميبيا وكمبوديا والبوسنة والهرسك والصومال وتيمور الشرقية ولبنان.

## الانتماءات الدولية
ماليزيا عضو مؤسس في رابطة دول جنوب شرق آسيا (أسيان) ومنظمة المؤتمر الإسلامي (الآن منظمة التعاون الإسلامي)، وحركة عدم الانحياز. كانت كوالالمبور موقع انعقاد أول قمة لشرق آسيا في عام 2005  وقد ترأست ماليزيا الأسيان ومنظمة المؤتمر الإسلامي وحركة عدم الانحياز في الماضي. وهي مستعمرة بريطانية سابقة وعضو أيضًا في دول الكومنولث.
ماليزيا منتسبة إلى الأمم المتحدة والعديد من وكالاتها المتخصصة، بما في ذلك اليونسكو والبنك الدولي وصندوق النقد الدولي والوكالة الدولية للطاقة الذرية والاتفاقية العامة للتعرفة الجمركية والتجارة. وهي عضو في منظمة التعاون الاقتصادي لآسيا والمحيط الهادئ ومجموعة الدول الثماني الإسلامية النامية، وبنك التنمية الآسيوي، وترتيبات دفاع القوى الخمسة، ومجموعة الـ 77 ومنظمة مركز الجنوب. في 31 أكتوبر 2011 أصبحت ماليزيا طرفًا في نظام معاهدة القارة القطبية الجنوبية.

## النزاعات الدولية
إن سياسة الحكومة الماليزية تجاه النزاعات الإقليمية هي سياسة براغماتية، إذ تحل النزاعات بعدة طرق مع حل بعض النزاعات في محكمة العدل الدولية.

### سبراتلي وجزر أخرى في بحر الصين الجنوبي
أكدت ماليزيا سيادتها على جزر سبراتلي مع الصين والفلبين وتايوان وفيتنام وبروناي. خفت حدة التوترات منذ «إعلان سلوك الأطراف في بحر الصين الجنوبي» عام 2002. ومع ذلك، فهي ليست ملزمة قانونيًا بالقواعد السلوكية التي تسعى إليها بعض الأطراف. لم تكن ماليزيا طرفًا في اتفاقية مارس 2005 المشتركة بين شركات النفط الوطنية في الصين والفلبين وفيتنام بشأن القيام بأنشطة زلزالية بحرية في جزر سبراتلي. حافظت ماليزيا منذ فترة طويلة على نهج هادئ لمقاربة النزاع، وحافظت على علاقات إيجابية مع الصين بسبب العلاقات الاقتصادية القوية، والعدد الكبير من السكان صينيي الأصل، والرغبة في توازن القوى في المنطقة. ومع ذلك، نظرًا لأن سفن الصيد الصينية وسفن خفر السواحل أضحت أقوى فأقوى، عززت ماليزيا من ردودها الدبلوماسية والعسكرية.

### ليجيتان وسيبادان وأمبالات
ارتأت محكمة العدل الدولية بأن جزيرتي ليجيتان وسيبادان تتبعان ماليزيا وليس إندونيسيا، لكنها تركت الحدود البحرية في بحر سيليبس الغني بالهيدروكربونات موضعًا لنزاع بلغ ذروته في مواجهات عدائية في مارس 2005 بشأن الامتيازات لمجمع أمبالات النفطي.

### سنغافورة
كانت سنغافورة جزءًا من ماليزيا لمدة عامين (1963-1965)، ولكن في النهاية طلب تونكو من سنغافورة الانفصال بعد زيادة التوترات العرقية بسبب الحملات الانتخابية في عام 1964. تستمر حاليًا الخلافات حول أمور مختلفة كتسعير توصيلات المياه الخام غير المعالجة لسنغافورة، واستصلاح الأراضي في سنغافورة التي تسبب تأثيرًا بيئيًا سلبيًا على المياه الماليزية، وجسر جديد ليحل محل جسر جوهور سنغافورة الذي لا تريد سنغافورة دفع نفقاته، والحدود البحرية، وإعادة تطوير أراضي السكك الحديدية الماليزية في سنغافورة وبيدرا برانكا. ومع ذلك، اتفق الطرفان على التحكيم في محكمة العدل الدولية بشأن نزاع الجزيرة. في 24 مايو 2008، ارتأت محكمة العدل الدولية بأن بيدرا برانكا تتبع سنغافورة وجزيرة ميدل روكس المجاورة تتبع ماليزيا. يبدو أن تعاطف ماليزيا مع شركة الخطوط الجوية الماليزية، وتفضيلها الاحتكار الثنائي القائم مع الخطوط الجوية السنغافورية يشكل عقبة أمام بدء رحلات جوية منخفضة التكلفة بين سنغافورة وكوالالمبور.

### الفلبين
لدى الفلبين مطالبة كامنة بشرق مدينة صباح.

### بروناي
لم تعد حدود ماليزيا البرية مع بروناي حول ليمبانغ محل نزاع. في 16 مارس 2009، أعلنت بروناي قرارها بالتخلي عن مطالبة قديمة بمقاطعة ليمبانغ في ساراواك. كان هذا نتيجة لتسوية البلدين مختلف نزاعاتهما الإقليمية البرية والبحرية. حُلت هذه المشكلة مع العديد من الخلافات الأخرى مع ختم وتوقيع خطابات التبادل من قبل عبد الله وسلطان بروناي حسن البلقية في قصر نور الإيمان. اعتبارًا من عام 2010، يعمل البلدان على حل النزاعات حول حدودهما البحرية.

### تايلاند
وفقًا لأحد المصادر، كانت المناطق المحيطة بكو كرا وكو لوزين في تايلاند الحالية متنازع عليها مع ماليزيا.